# Schloss Grafenegg
Schloss Grafenegg liegt in Niederösterreich beim Ort Haitzendorf (Gemeinde Grafenegg) und rund 14 km östlich von Krems. Es gehört mit Burg Kreuzenstein und Schloss Anif bei Salzburg zu den bedeutendsten Schlossbauten des romantischen Historismus in Österreich.

## Geschichte

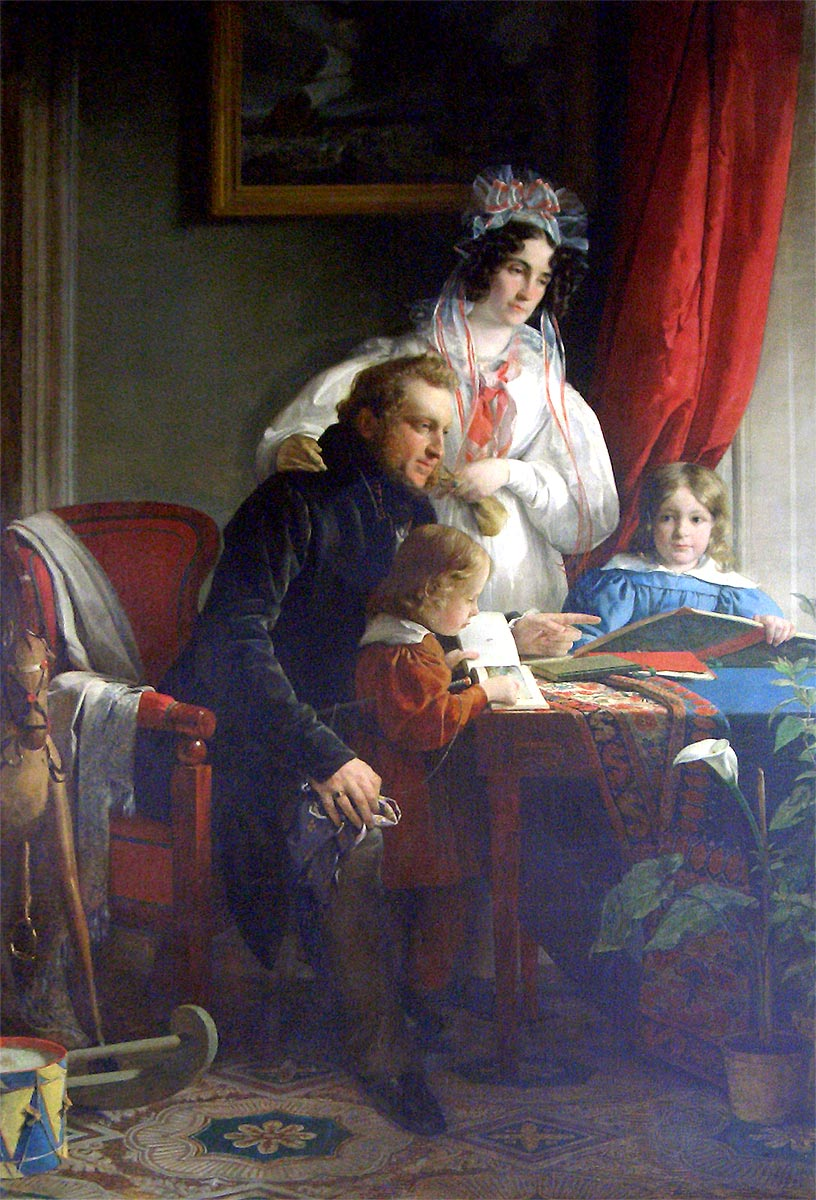
Graf August von Breuner-Enckevoirt mit Familie

1294 wurde erstmals eine kleine Siedlung namens Espersdorf an der Stelle des heutigen Grafenegg erwähnt. Zu dieser Zeit standen nur eine Mühle und eine Hofstätte. Nach 1435 wurde der Wirtschaftshof mit Ringmauer und Wassergraben umgeben. Damals schon ein landesfürstliches Lehen, gelangte sie in der zweiten Hälfte des 15. Jahrhunderts in den Besitz des Namensgebers Ulrich von Grafeneck, aber bereits 1477 an Kaiser Friedrich III. Dessen Sohn Maximilian I. verkaufte es an Heinrich Prüschenk, dessen Sohn Johann I. Graf Hardegg die Anlage um 1500 umbauen ließ. Aus dieser spätgotischen Zeit stammt der schlanke Turm an der Ostseite. 1536 kaufte Bernhard I. Thurzo Schloss und Herrschaft Grafenegg und ließ 1538 das Portal zum Ostturm im Stil der Renaissance errichten. Er begründete die Grafenegger Linie der Familie Thurzo, die jedoch bereits mit seinem Sohn Bernhard II. 1596 ausstarb. Grafenegg fiel an seine Tochter Benigna, Ehefrau des Martin von Starhemberg.
Nach mehrmaligem Wechsel der Besitzer ließen Johann Baptist Verda von Verdenberg, Kanzler und Vertrauter von Kaiser Ferdinand II. sowie dessen Sohnes Ferdinand III., die Anlage zwischen 1622 und 1633 zu einem befestigten Schloss umbauen. An den vier Ecken des von Mauern und einem Wassergraben umgebenen Komplexes wurden sogenannte Wallhäuser errichtet, die noch heute existieren. Im Verlauf des Dreißigjährigen Krieges dienten diese zur Aufstellung von Geschützen, dennoch wurde das Schloss 1645 von schwedischen Truppen eingenommen und vorübergehend besetzt. Im Zuge der Baumaßnahmen wurde im Nordtrakt 1633 auch eine Kapelle fertiggestellt, die der Allerheiligsten Dreifaltigkeit geweiht wurde.
Von den Verdenberg kam die Herrschaft im Erbgang an die Grafen Enckevort und nachfolgend an die Grafen Breuner. Graf August von Breuner-Enckevoirt (1796–1877) erbte es 1813. Unter ihm und seinem Sohn August Johann (1828–1894) wurde das Schloss zwischen 1840 und 1888 im Sinne des romantischen Historismus durch Leopold Ernst, der 1858 zum Dombaumeister von St. Stephan in Wien ernannt wurde, und seinen Sohn Hugo Ernst grundlegend umgestaltet und erhielt damit seine heutige Form. Beim Wiener Börsenkrach von 1873 verloren die Grafen Breuner einen Großteil ihres Vermögens, sodass es nicht mehr zur Ausführung der geplanten mächtigen Kuppel im Südosten der Anlage kam, wodurch der Burgcharakter besser erhalten geblieben ist.
Nach dem Aussterben der Grafen Breuner im Mannesstamm fiel das Schloss 1894 an den Herzog zu Ratibor und Fürsten von Corvey, Victor II. Amadeus. Seitdem ist das Schloss in Besitz des Hauses Ratibor, einer Nebenlinie des Hauses Hohenlohe. Zwischen 1945 und 1955 wurde die Bausubstanz durch die russische Besatzungsmacht beschädigt und das Mobiliar sowie Teile des Buchbestandes entwendet oder verheizt. Ab 1967 konnte das Schloss mit Unterstützung durch Land und Bund und durch das intensive Engagement des damaligen Rentmeisters  Gerhard Großberger und des Besitzers Franz-Albrecht Metternich-Sándor restauriert und der Öffentlichkeit zugänglich gemacht werden.

## Baubeschreibung
Der Umbau durch Leopold und Hugo Ernst im 19. Jahrhundert ging zwar im Allgemeinen schonend mit der vorhandenen Bausubstanz um, verlieh dem Schloss aber durch Hinzufügen von Treppengiebeln, Arkaden sowie der Fassadendekoration im neugotischen Tudorstil einen völlig veränderten Gesamteindruck, der sich bei der Innendekoration durch Ludwig Wächtler – weitgehend im Stil der Neorenaissance – fortsetzt. Die geschlossene Anlage besteht aus vier Trakten, die um einen Innenhof angeordnet sind. Ausgehend vom Nordtrakt schritt der Umbau im 19. Jahrhundert gegen den Uhrzeigersinn voran.

### Nordtrakt

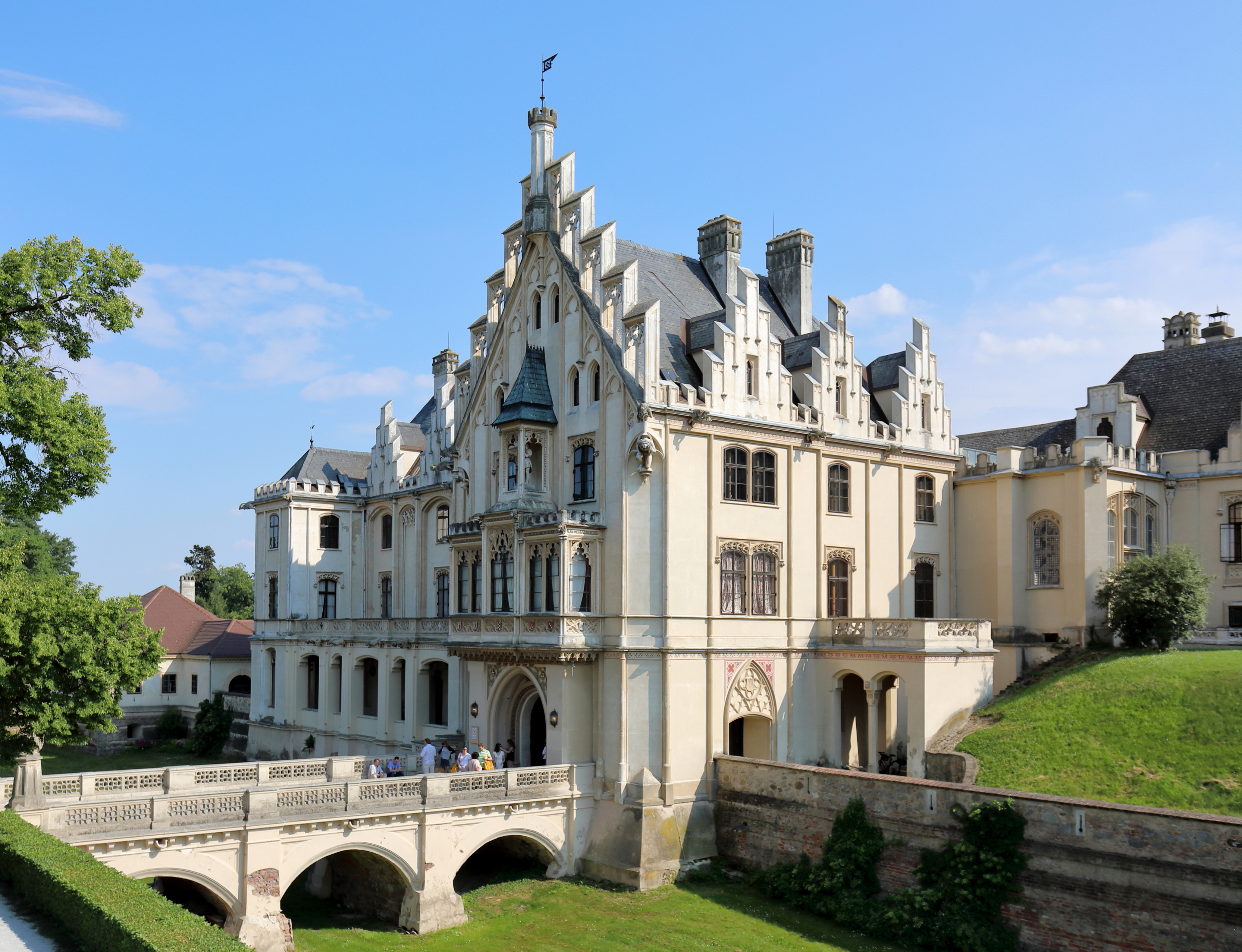
Schlossbrücke und Torbau

Man betritt das Schloss von der Nordseite über die mit Wappenhaltern dekorierte Schlossbrücke von 1857 zum neugotischen Torbau (etwa 1856 bis 1858). Direkt über dem Eingang befindet sich unter einem Baldachin eine Ritterstatue aus dem Jahr 1856, die den Bauherrn Graf August Ferdinand Breuner-Enckevoirt darstellt. Nach dem Tor durchschreitet man die in leicht schrägem Winkel zur Brücke verlaufende Einfahrt, die ein Netzrippengewölbe aus dem frühen 16. Jahrhundert zeigt, und zum Schlosshof führt. Schon davor gelangt man links zur Schlosskapelle und rechts zum Hauptstiegenhaus.
Die östlich im Nordtrakt gelegene Schlosskapelle war 1846 im Bau und wurde 1853 eingeweiht. Sie weist eine strahlende Farbigkeit (Polychromie) auf und beinhaltet einen spätgotischen Flügelaltar von 1491, dessen Schreinfiguren die Krönung Mariens darstellen. Die Südwand des Kapellenhofes – zwischen Einfahrt und Kapelle – zeigt die Wappen aller Eigentümer Grafeneggs bis zu Graf August Ferdinand Breuner-Enckevoirt.
Im Westteil des Nordtraktes befindet sich das Hauptstiegenhaus, das 1851 weitgehend fertiggestellt war. Dessen Vorbild befindet sich in Schloss Strawberry Hill bei Twickenham in der damaligen englischen Grafschaft Middlesex (seit 1888 County of London). Die Ritterfigur am untersten Brüstungssockel verkörpert das Ideal des Bauherrn. Dieser ist, mit einem Geldbeutel in der Hand, in einer Porträtbüste verewigt, dessen Gegenüber den Baumeister Leopold Ernst, mit Bauplan und Zirkel, zeigt.
Im Obergeschoß befindet sich der 1851 vollendete Rittersaal, gewissermaßen das Prunkstück des Schlosses, in dem kostbarste Materialien – verschiedene Hölzer, Leder, Marmor und Metall – verarbeitet wurden. Um einen zentralen Kamin waren mehrere (nicht erhaltene) Ritterrüstungen aufgestellt. Der Rittersaal verfügt über eine bemerkenswerte Kassettendecke sowie drei hofseitige Erker mit Wappenscheiben in der Verglasung. Die heutigen Wandbilder zeigen weltliche und geistliche Persönlichkeiten aus dem Hause Habsburg.
Westlich schließt die Wappenstube an, die vermutlich in den späten 1850er Jahren fertiggestellt wurde. Sie zeigt an der Holzdecke Wappen von 128 Ahnen der Gräfin Agathe Maria Breuner, die 1855 mit August Johann Breuner, dem Sohn des Bauherrn, vermählt wurde.

### Westtrakt

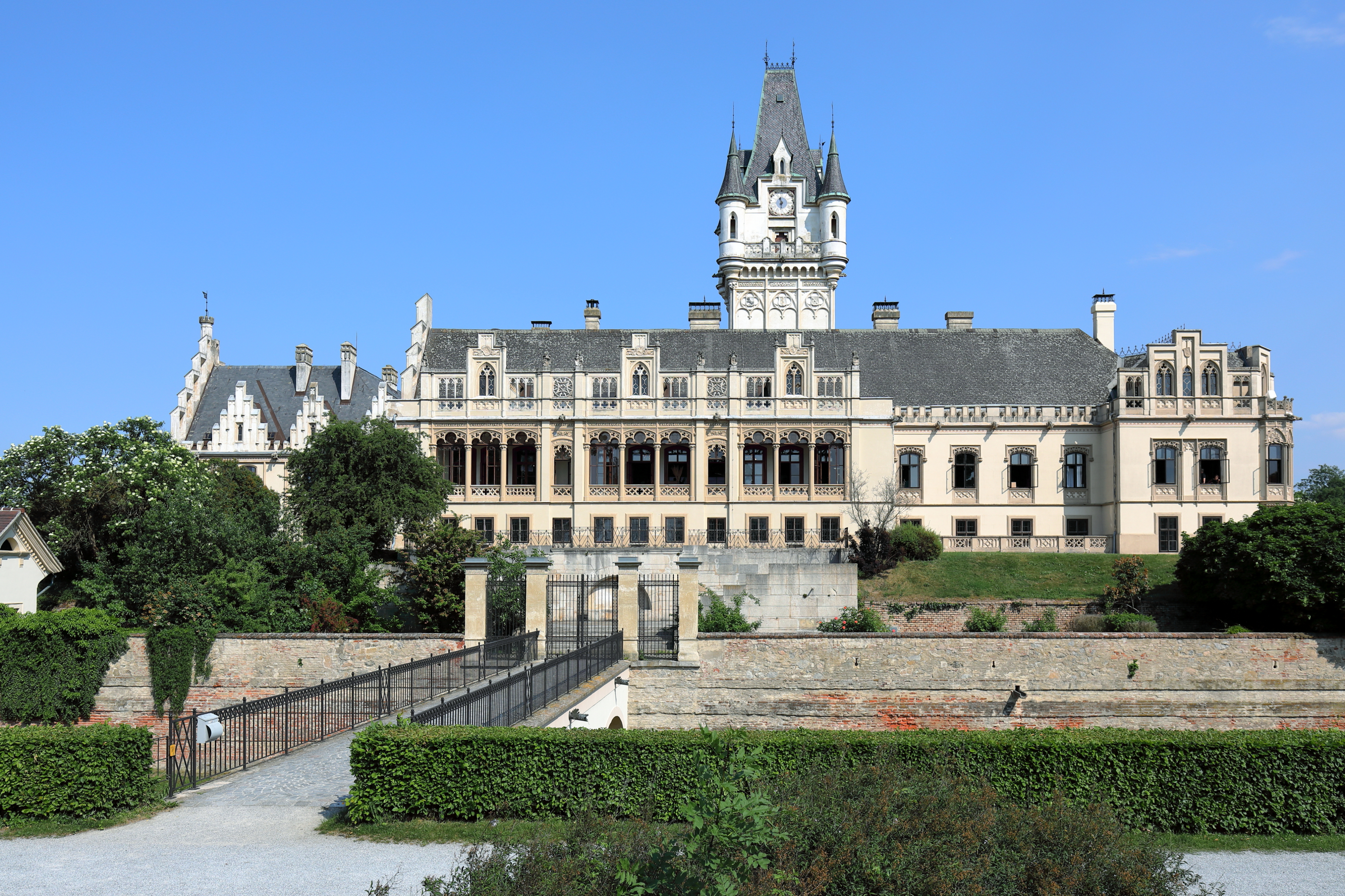
Westtrakt

An der Westfront befindet sich eine monumentale Loggia, die 1863 vollendet wurde und einige Jahre später im Inneren mit heiterer Deckenmalerei und grotesken Konsolfigürchen ausgestattet wurde. Der dominante Hauptturm von 1861 ist mit sogenannten Pfefferbüchsen-Ecktürmchen bekrönt, liegt dem Westtrakt vorgelagert gegen den Schlosshof und bildet damit einen starken Kontrast zum gegenüberliegenden schlanken spätgotischen Turm an der Ostseite des Schlosshofes.
Sämtliche Räume der Beletage im Westtrakt sind aufwendig dekoriert; verschiedenen Furniere, geschnitzte Ornamente und figurale Details ergeben die prachtvolle Gesamtwirkung. Mit Ausnahme der Loggia besitzt jeder Raum einen bunten historistischen Kachelofen.
An der Nordwestecke der Anlage befinden sich Speisesaal und Großer Salon – auch Ecksalon – mit nach englischem Vorbild ausgeführten Hammer-beam-Decken, die zu den kunsthandwerklichen Höchstleistungen des Historismus in Österreich zählen. Im Großen Salon werden die Balkenköpfe der farbenprächtigen Decke alternierend von Rittern und Engeln verziert.
In der Mitte des Westtraktes befinden sich die 1866 entworfenen Räume Gelber Salon (oder Damensalon), Toilettenzimmer (oder Kleiner Salon) und das Bad. Aus dem Jahr 1864 stammen die Entwürfe für das Schlafzimmer sowie das in der Südwestecke gelegene Schreibzimmer des Grafen, aufgrund der Wandmalerei Blauer Salon genannt. Dieser ist mit besonders prachtvollen Wandvertäfelungen ausgestattet.

### Ost- und Südtrakt
Diese Teile wurden erst 1887 bis 1888 umgestaltet, wobei die Außenfront im Osten mit Ausnahme des vorspringenden Chorraumes der Schlosskapelle im Wesentlichen unverändert auf das 16. Jahrhundert zurückgeht. An der südöstlichen Ecke wurde der Gartensaal von Hugo Ernst errichtet, während im Ostflügel die aus drei Raumteilen bestehende Bibliothek im Stil des Neobarock umgestaltet wurde.

### Schlosspark

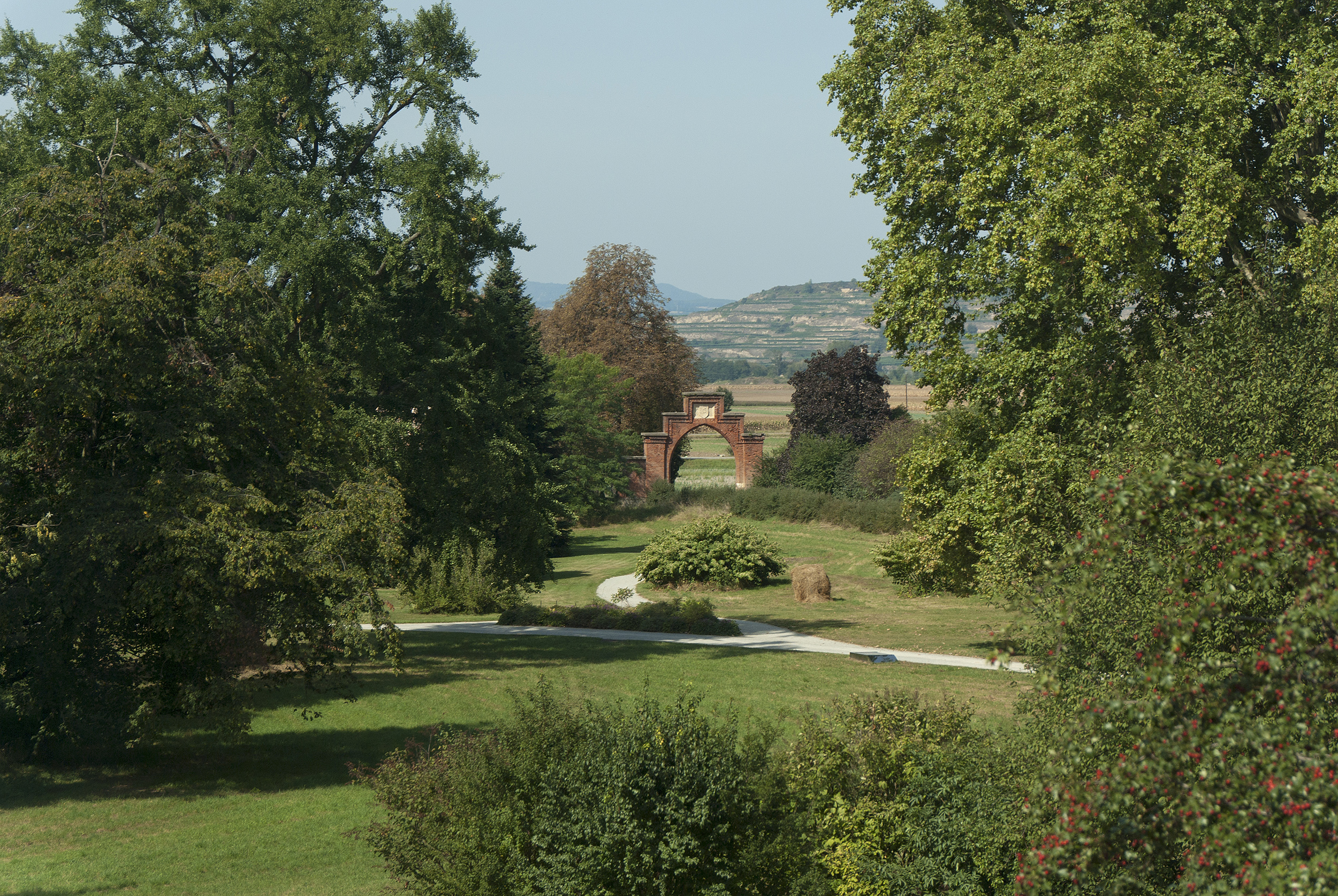
Der Schlosspark

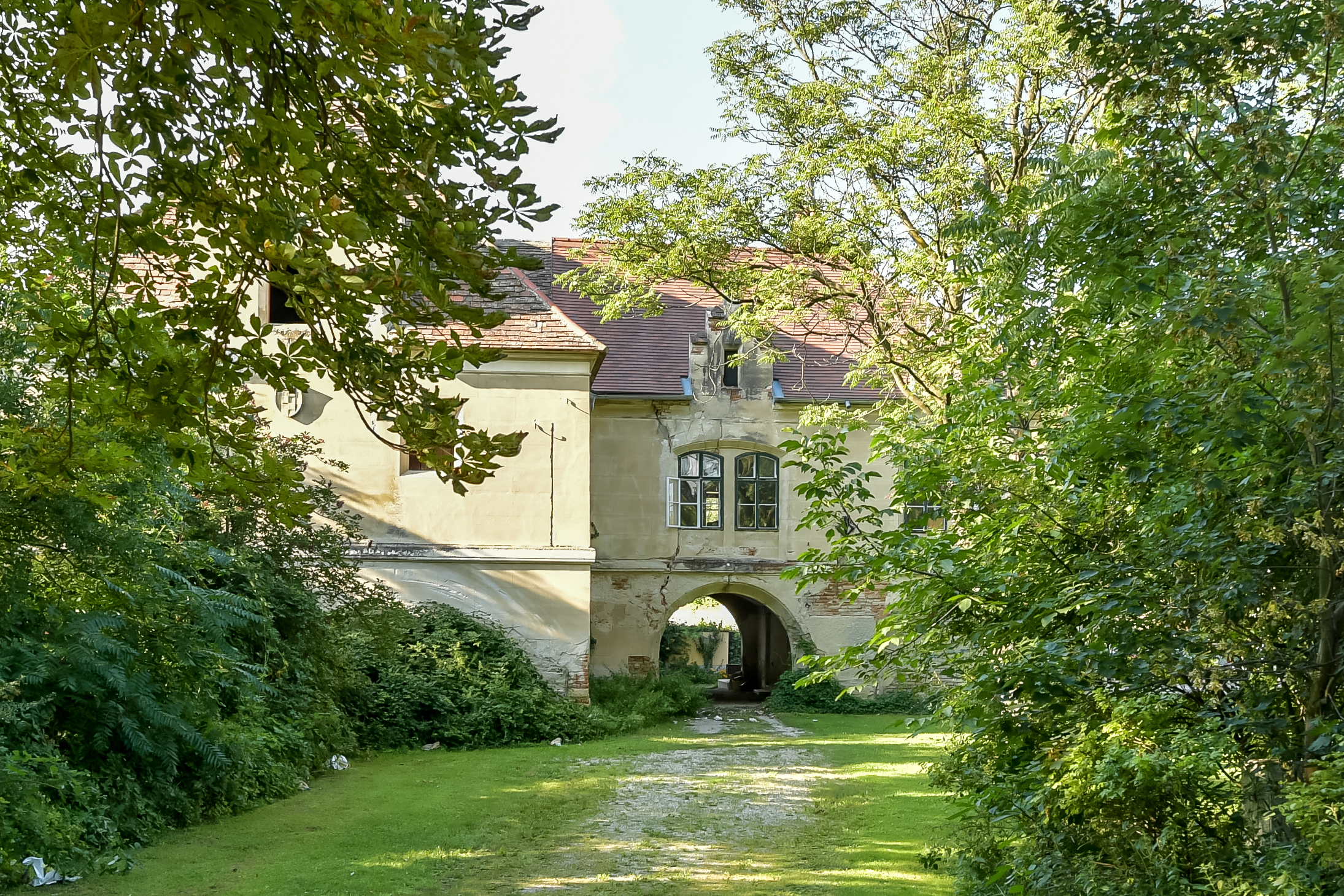
Mühle des Schlosses

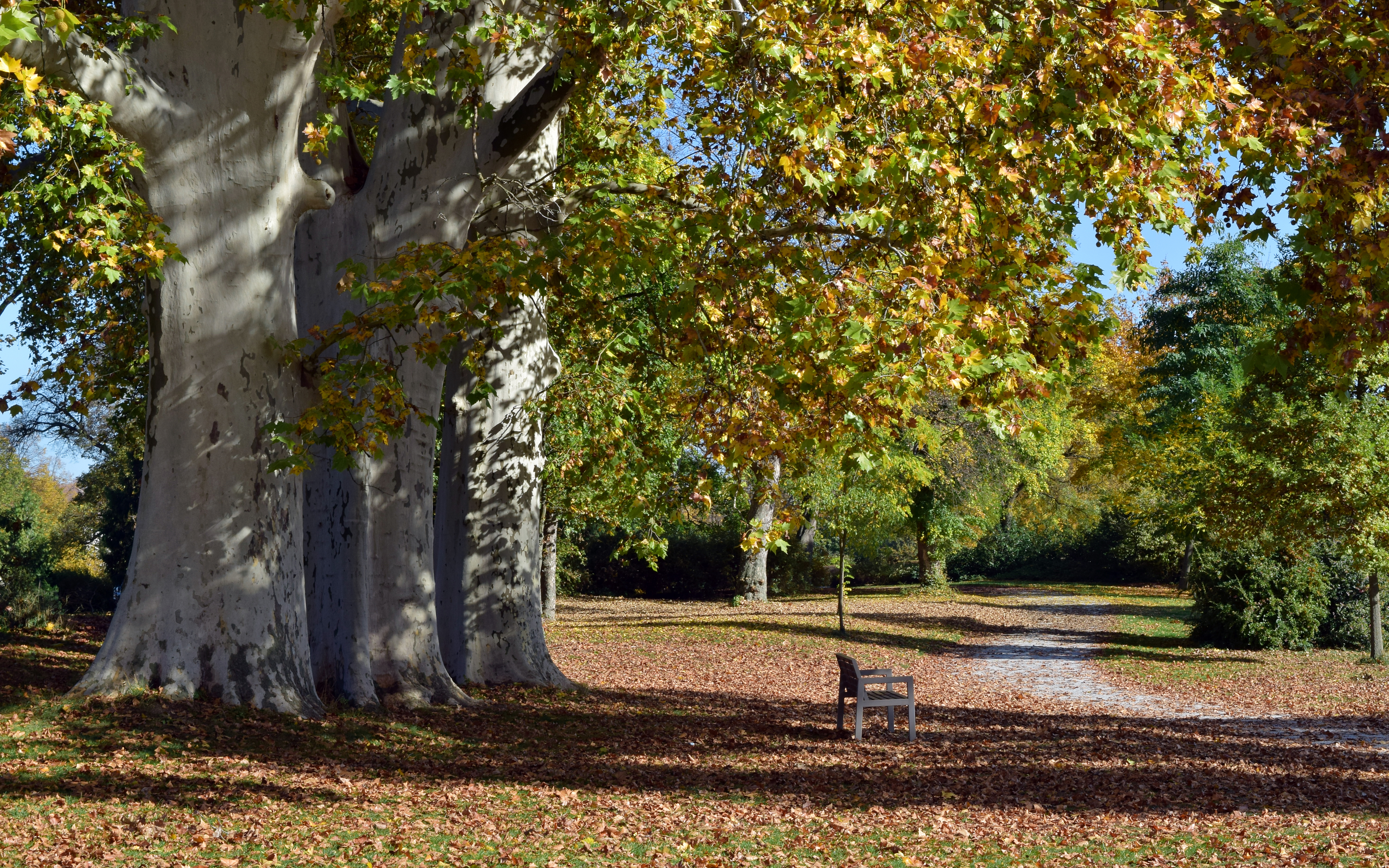
Die drei Platanen sind der letzte Rest einer alten Allee

Schloss Grafenegg liegt samt mehrerer Nebengebäude inmitten eines rund 32 Hektar großen Parks, der mit zahlreichen Skulpturen geschmückt ist.
Um das Schloss befand sich ein barocker Zier- und Lustgarten, von dem nur die Ruine des Theaterpavillons und eine Figurengruppe Herkules bezwingt den Stier (heute an der Straße nach Grafenwörth, Grafenegger Riese) erhalten sind.
Schon vor 1808 (einer ersten Erwähnung) wurde anlässlich der teilweisen Schleifung der alten Vorwerke von Graf August ein naturhafter romantischer Landschaftsgarten angelegt. Der Garten wurde dann – nach von Reisen zwischen 1818 und 1837 mitgebrachten Eindrücken – um Elemente des Englischen Gartens ergänzt. Unter Graf August Johann und dem Herzog Victor Amadeus wurde der Park im Sinne eines Arboretum mit zahlreichen heimischen und exotischen Koniferen bepflanzt, um 1910 waren hier 175 verschiedene Nadelbaumarten zu finden. Dieser alte Baumbestand und auch die reichhaltigen jüngeren Nachpflanzungen sind besonders wertvoll. Heute finden sich mehr als 2.000 Laub- und Nadelbäume und einzelne bereits mehr als 250 Jahre alte Baumriesen. Die Parkanlage gehört zu den bedeutendsten gartenarchitektonischen Denkmalen Österreichs und ist im Denkmalschutzgesetz genannt (Nr. 12 im Anhang zu § 1 Abs. 12 DMSG).
Für die Landesgartenschau ab 2008 wurde der Park, orientiert an den Gestaltungsprinzipien eines Landschaftsgartens des 19. Jahrhunderts, revitalisiert.
2007 entstand im Park östlich des Schlosses der Wolkenturm, eine Open-Air-Bühne mit 1700 Sitz- und 300 Rasenplätzen. Der Freiluftpavillon stammt von the next ENTERprise (Marie-Therese Harnoncourt, Ernst J. Fuchs) und den Landschaftsarchitekten Land in Sicht. Der skulpturhafte Bau greift das Element des Amphitheaters als Garteninventar der Art des Barockgartens auf und zitiert formale Elemente des Altbestandes im Park.

### Gutshofsiedlung

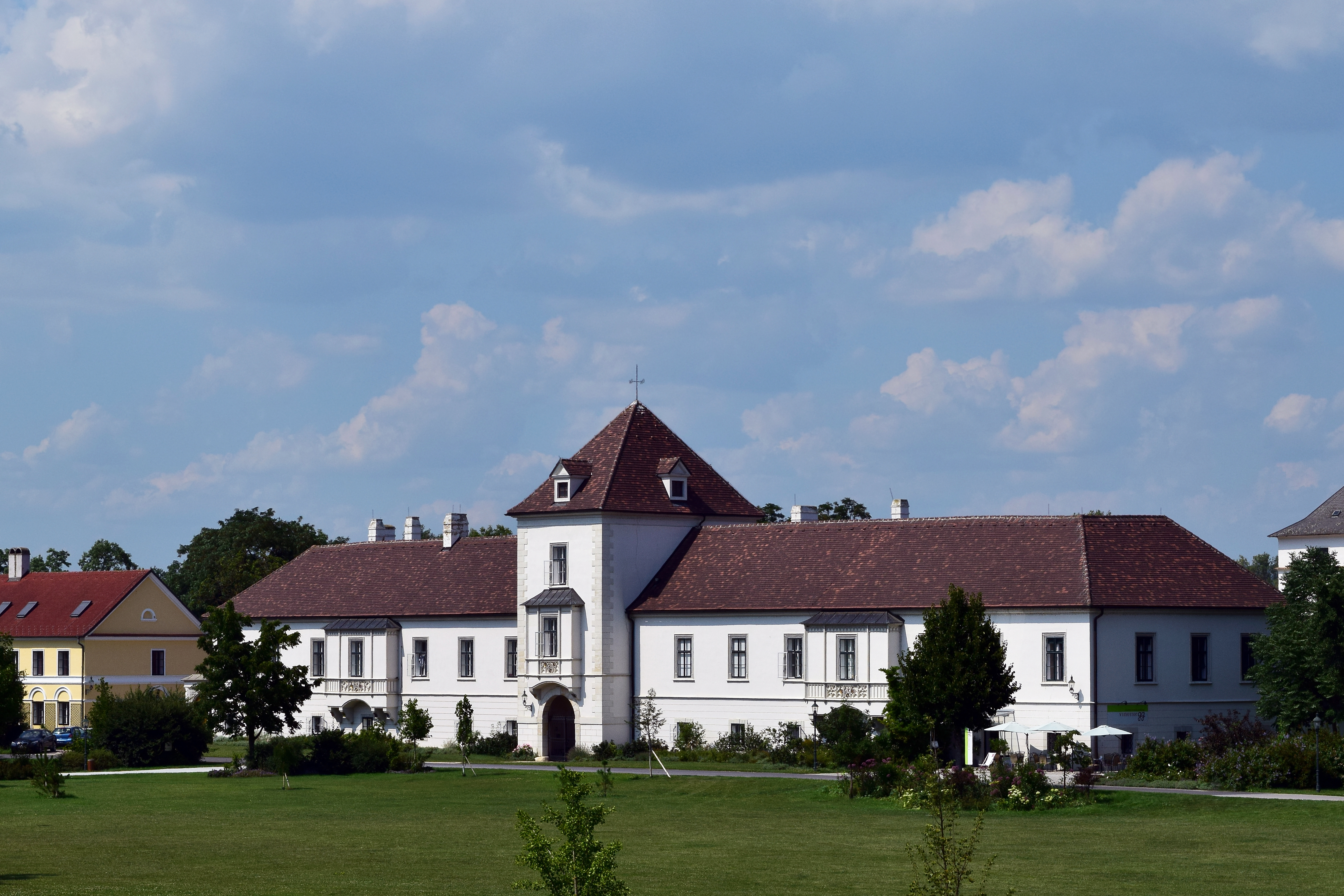
Gutshofsiedlung

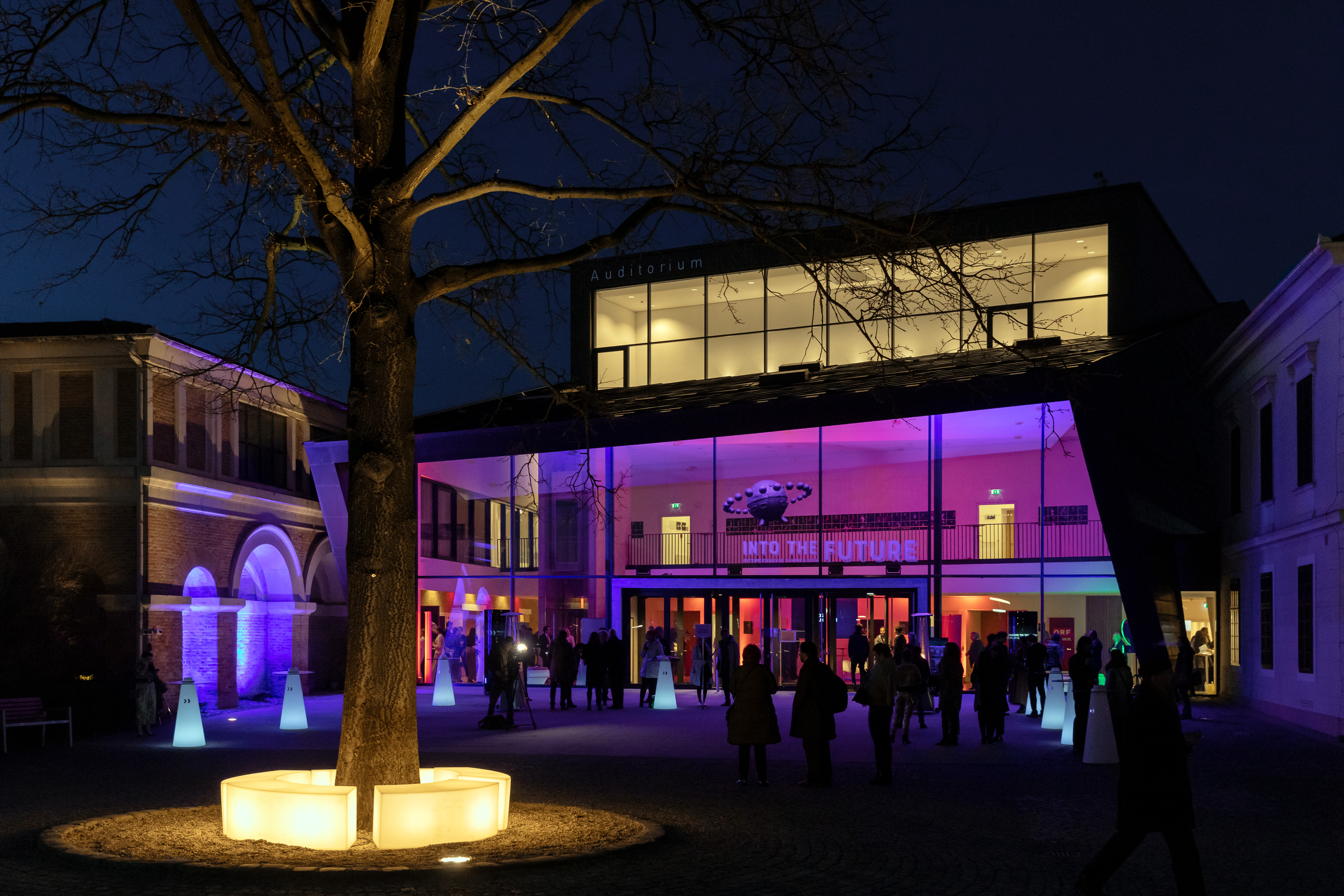
Auditorium (Österreichischer Filmpreis 2018)

Am Nordrand des Parks liegt die Gutshofsiedlung, eine denkmalgeschützte Häusergruppe aus Pförtnerhaus, einem mächtigen Schüttkasten (Speicher), zwei eingeschoßigen Wirtschaftstrakten, einer Mühle, mehreren Wohnhäusern, einem Verwalterhaus und einem großen Meierhof.
2008 wurde das Ensemble um das Auditorium Grafenegg ergänzt. Dieser von den Architekten schröder schulte-ladbeck und Dieter Irresberger entworfene und vom Münchner Akustiker Karlheinz Müller klangdesignte Saal für bis zu 1300 Zuhörer dient als Konzertsaal. Der offene unregelmäßig-polyedersche Glasbau fügt sich mit seiner Formensprache in den Altbestand ein.

## Heutige Nutzung

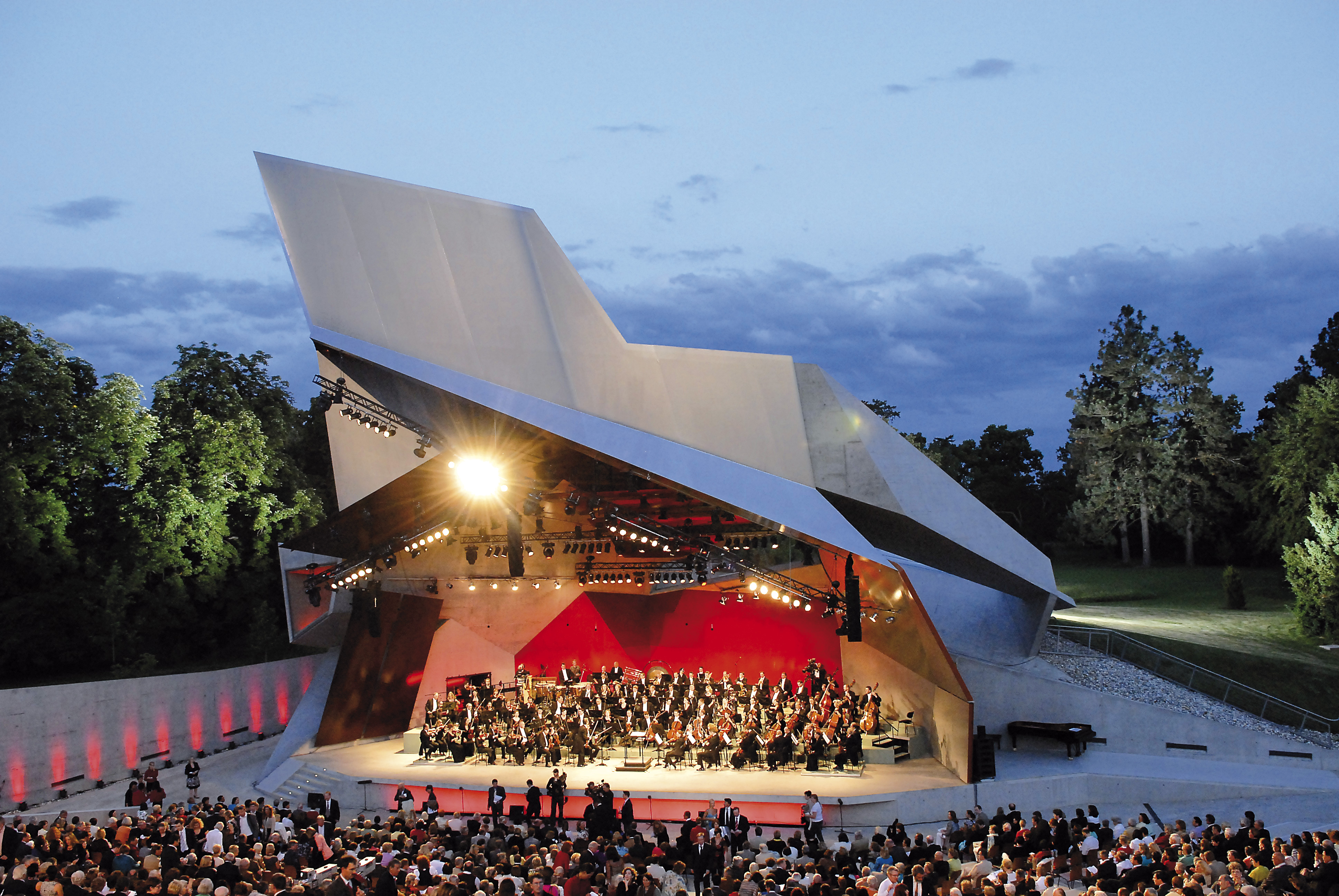
Die Freiluftbühne Wolkenturm

Die meisten bedeutenden Räume von Schloss Grafenegg können besichtigt werden. Weiters finden seit 1971 verschiedene Veranstaltungen, etwa Ausstellungen, Konzerte, Tagungen, Kurse und seit 1976 alljährlich der Grafenegger Advent statt. Initiator und Motor der kulturellen Aktivitäten in Grafenegg war der ursprünglich als Rentmeister angestellte Geschäftsführer und Intendant Gerhard Großberger, der Grafenegg in seiner 35-jährigen Dienstzeit zu einem Fixpunkt der kulturellen Landschaft Österreichs machte. In den Jahren 1984 und 1987 war das Schloss Schauplatz der zweiteiligen Niederösterreichischen Landesausstellung Das Zeitalter Franz Josephs. Weiters befindet sich auf dem Schlossgelände in der Gutshofsiedlung eine Reitschule, die Schlosstaverne samt Hotel (Betreiber: Toni Mörwald) und eine Vinothek.
Im Schlosspark befindet sich die 2007 fertiggestellte Freilichtbühne Wolkenturm mit 1750 Sitzplätzen und der Konzertsaal Auditorium Grafenegg, der als Spielstätte und Ausweichort für das Open Air dient. Seit Sommer 2007 findet hier jährlich das Grafenegg Festival unter der künstlerischen Leitung des Pianisten Rudolf Buchbinder statt. Seit 2008 ist der Schlosspark außerdem ein Standort der niederösterreichischen Landesgartenschau.
Seit längerem findet alljährlich im Mai die Club-Siegerschau (CAC) des ÖKWZR, des österreichischen Windhundzucht- und -rennverbandes statt.
2012 wurde hier der Fernsehfilm Die kleine Lady gedreht.
Szenen der Folge Der verlorene Sohn von  Vienna Blood wurden 2019 in Schloss Grafenegg gedreht. Das Gebäude sollte eine militärische Akademie (St. Florian’s) sein.
2019 wurde im Schloss Grafenegg die Folge Das Haus der Lügen (ORF) bzw. Der Feuerteufel von Wien (ARD) der Fernsehreihe Blind ermittelt gedreht.
Im Herbst 2019 wurde hier der Film Die Schule der magischen Tiere gedreht. Das Schloss dient hier als Schule.